# Thomas Dewing

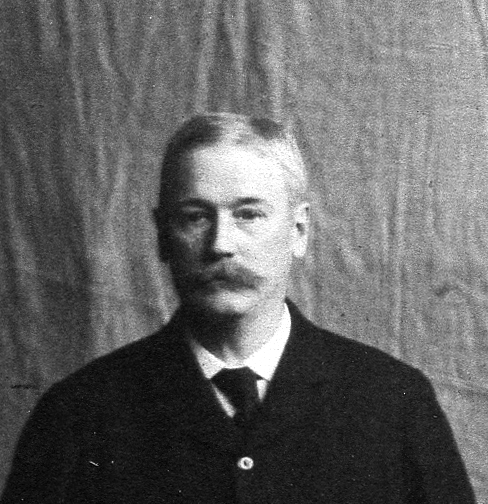
Thomas Dewing 1908

Thomas Wilmer Dewing (* 4. Mai 1851 in Newton Lower Falls, Massachusetts; † 5. November 1938) war ein US-amerikanischer Maler an der Wende zum 20. Jahrhundert. Dewing wird den Tonalisten zugeordnet. Er war mit der Malerin Maria Oakey Dewing verheiratet, gehörte den Ten American Painters an und wurde unter anderem von Charles Freer gefördert.

## Kindheit und Jugend
Dewings Eltern Paul und Sophronia Durant Dewing heirateten 1834 in Newton. Sein Vater war zu diesem Zeitpunkt Betreiber einer Papiermühle, an der er aber später das Interesse verlor und in eine Reihe weniger lukrativer Berufe an wechselnden Orten auswich. Wilmer Dewing war das fünfte und letzte Kind. Wie seine Brüder Hamlet und Fulton änderte der Erwachsene Dewing seinen romantischen Vornamen in einen zeitgemäßeren Namen, so dass er als Thomas Dewing bekannt wurde.
Zur Zeit von Dewings Geburt lebte die Familie in Boston. Schon bald war die Familie auf das Einkommen des erstgeborenen Sohns angewiesen. 1863 starb Dewings Vater nach einem Trinkgelage. Er wurde seitdem in der Familie nicht mehr erwähnt.
Der junge Dewing wird als gutaussehend beschrieben, hatte Talent zum Zeichnen und Geige spielen, häufte eine Sammlung von Vogelnestern und Schmetterlingen an und zeigte Interesse für die Schauspielerei. Sein Bruder Charles sammelte Erstausgaben von Büchern wie The Autobiography of Benjamin Robert Haydon, das eines der Lieblingsbücher von Dewing werden sollte.
Nach dem Tod seines Vaters arbeitete Dewing als Lithograph unter Dominique Fabronius. Obwohl er sich des Mediums für 10 Jahre oder mehr bediente sind nur wenige Lithographien von Dewing erhalten. Er war ein Mitglied der New Yorker American Society of Painters on Stone. 1868 jedoch wird er im Bostoner Adressbuch als Taxidermist geführt. Erst 1872 erscheint er unter der Bezeichnung Künstler. Zwei Jahre später hatte er sich in einem Atelier eingerichtet.

## Ausbildung zum Maler

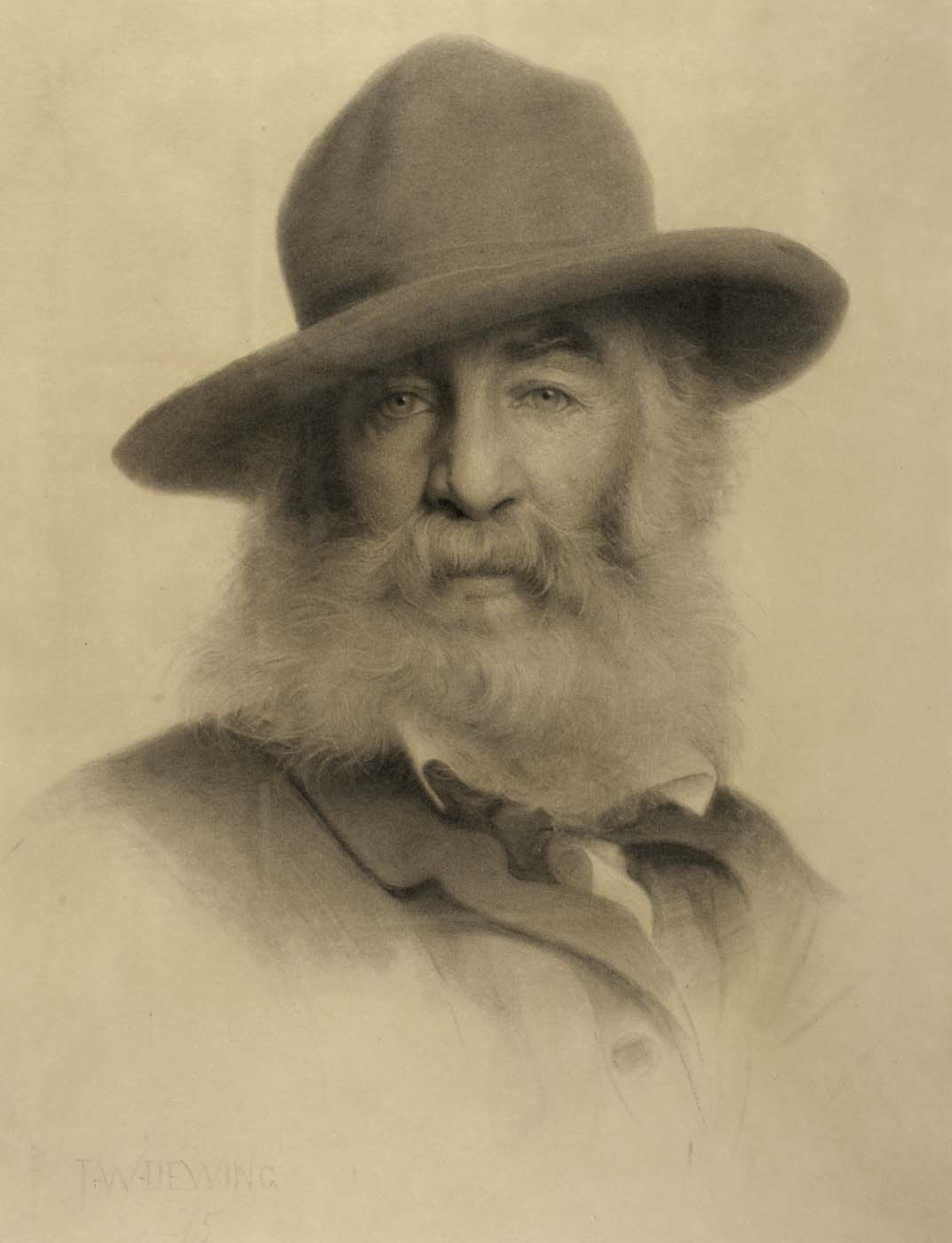
Walt Whitman, 1875

Die Kreidezeichnungen Portrait of Eliza Williams Stone Paine Dewing und Portrait of Walt Whitman brachte Dewing in Kontakt mit seinen ersten bekannten Förderern, Susan und Peter Gansevoort. Sie luden ihn 1875 nach Albany ein, wo er verschiedene Auftragsarbeiten zur Finanzierung seine Auslandsstudien anfertigte. Im Juli 1876 brach Dewing nach Paris auf, wo er als erster Amerikaner an der Académie Julian studierte. Zu seinen Lehrern gehörten Gustave-Rudolphe Boulanger und Jules-Joseph Lefèbvre. Hier entstand auch A Young Sorcerer, ein Akt.
Wie andere Amerikaner, die er in Paris traf, so Julian Alden Weir, William Merritt Chase und William Sartain, ignorierte er die Impressionisten.
Bereits 1877, als ihm das Geld ausging, kehrte er in die USA zurück.

## Berufsleben
Dewing ließ sich wieder in Boston nieder und erhielt eine Assistententätigkeit an der neuen Kunstschule des Museum of Fine Arts, richtete sich in einem Atelier ein und stellte verschiedene Werke aus. Dies brachte ihm das Interesse von Robert Swain Gifford und George Fuller ein.
Gifford bewegte Dewing dazu, an der ersten Ausstellung der späteren Society of American Artists teilzunehmen, wo A Musician gezeigt wurde.
1879 entstand das Gemälde Morning, ein enigmatisches Werk, das bei seiner Ausstellung in Boston viel Kritik erntete. Dewing ließ das Bild daraufhin in New York ausstellen, wo es auch positive Kritik gab. Im Mai 1880 wurde er zum Mitglied der Society of American Artists gewählt, was seinen Entschluss, nach New York zu ziehen, festigte.

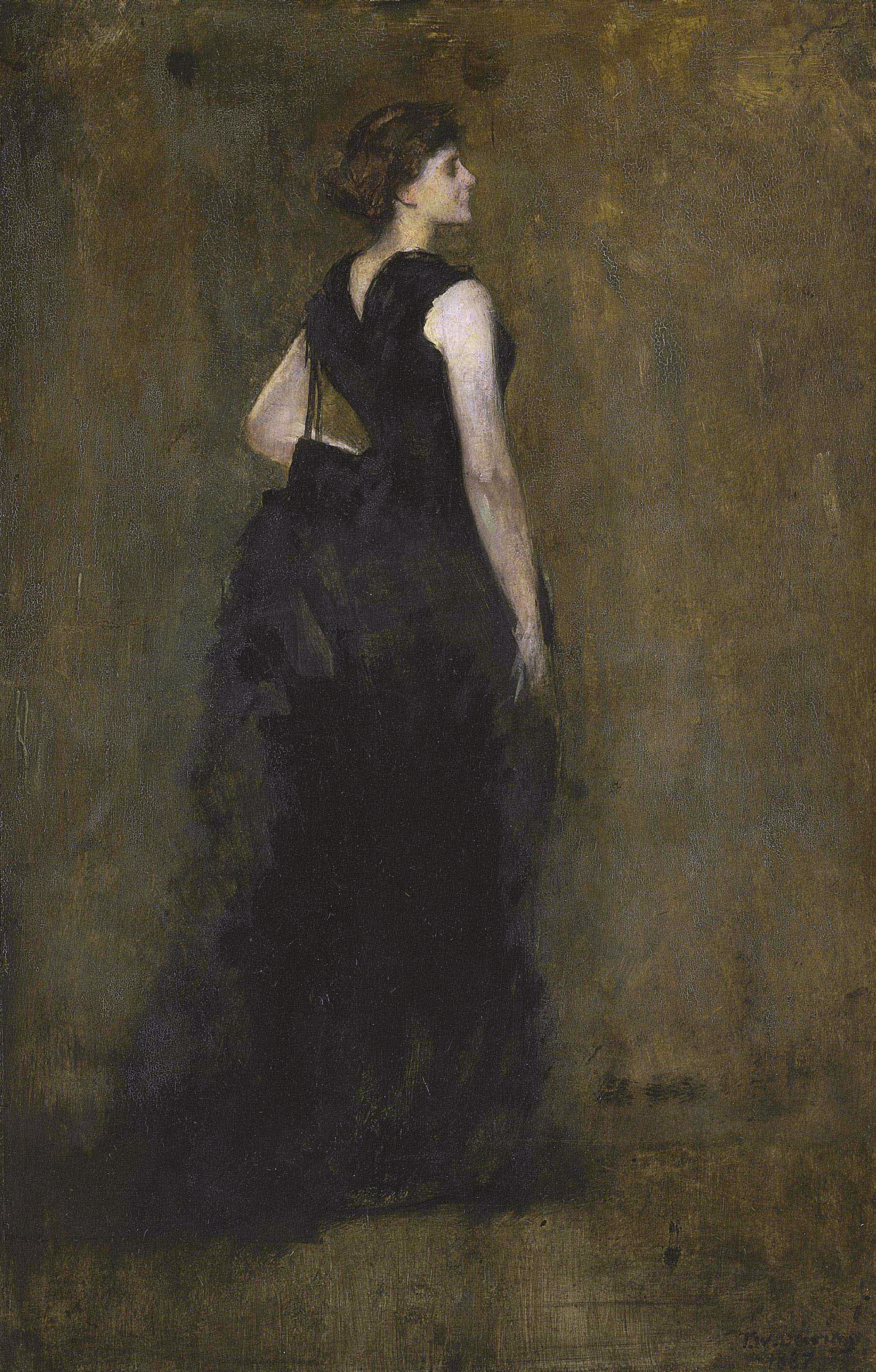
Woman in Black: Portrait of Maria Oakey Dewing, 1887

Von Oktober 1880 an lebte Dewing für 50 Jahre in New York. In New York traf Dewing auf R. Swain Gifford und Dwight Tryon, der ein lebenslanger Freund wurde. Bereits in den ersten Tagen seines New-York-Aufenthalts besuchte er mit einem Empfehlungsschreiben die bekannte Malerin Maria Richards Oakey. Kurz darauf, an Weihnachten 1880, gaben Dewing und die sechs Jahre ältere Oakey ihre Verlobung bekannt, die Hochzeit folgte am 18. April 1881.
Durch Oakey bekam Dewing Zugang zum Gilder-Zirkel. Richard Watson Gilder war Herausgeber des Scribner's Magazine, das später zum Century Magazine wurde. Er und seine Frau Helena de Kay, eine Freundin Oakeys, waren die Gastgeber für einen Zirkel von Schauspielern, Künstlern, Musikern, Autoren, Philanthropen, Millionären und Philosophen.
Die 1881 in New York ausgestellten Arbeiten James McNeill Whistlers wurden zu einem neuen Einfluss in Dewings künstlerischer Entwicklung. Im Frühling 1883 entstand das erste Werk Dewings, das auf englischen ästhetischen Einflüssen basierte: A Prelude. Es erhielt den Ehrenplatz in der Ausstellung der Society of American Painters und wurde in kürzester Zeit für 2000 Dollar verkauft.
Im Juni 1883 brach das Ehepaar Dewing nach Europa auf. Einer der Gründe der Reise war der Erwerb von Reproduktionen von Meisterwerken für die Art Students League, an der Dewing unterrichtete. In Bayreuth sahen sie eine Aufführung von Parsifal, zu Ehren des kürzlich verstorbenen Wagner. In London sahen sie Werke von Burne-Jones, von denen Dewing jedoch nicht begeistert war.

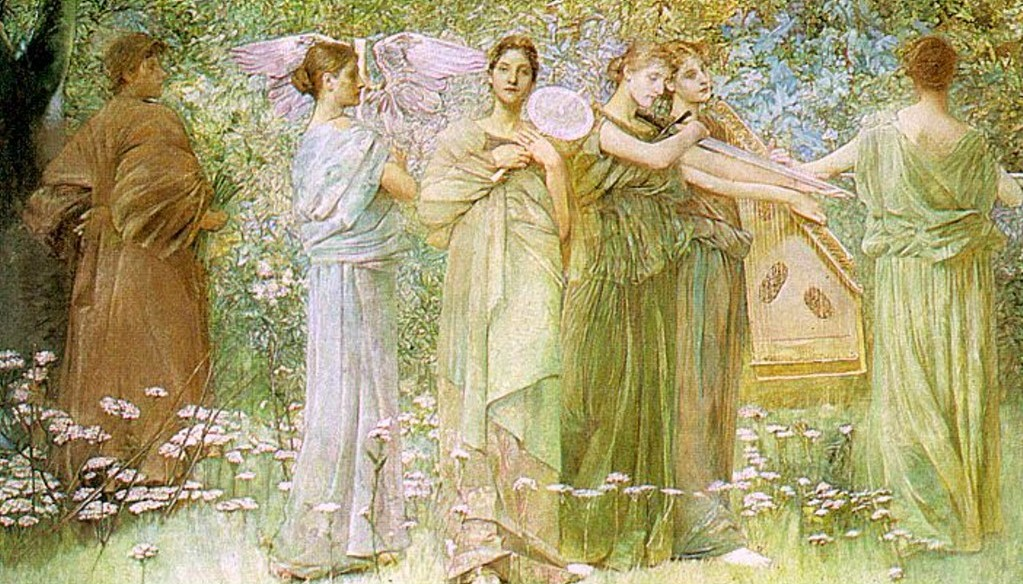
The Days, 1886/87

1887 malte Dewing The Days, an dessen Entstehung auch seine Frau wesentlichen Anteil hatte. Das Gemälde brachte ihm den Clarke Prize und ein Jahr später die Vollmitgliedschaft in der National Academy of Design ein.
Während der 1880er Jahre vermittelte der Architekt Stanford White Dewing viele seiner Aufträge.
In der zweiten Hälfte der 1880er Jahre wandte sich Dewing dann dem Thema zu, für das er heute berühmt ist: Lady with a Lute und Lady in Yellow sind zwei Beispiele für die contemporary female figure.
Nun wurden John Gellatly und seine Frau Edith zu Förderern und Bewunderern Dewings. Gegenüber Sadakichi Hartmann bezeichnete Gellatly Dewing als the greatest living artist. Hartmann berichtete, dass Dewing die purity of womanhood in seinen Gemälden darstellte. 1888 wurde Dewing zum Mitglied (NA) der National Academy of Design gewählt.
1890 lernte Dewing Charles Lang Freer kennen, der zu einem weiteren Sammler und Förderer seiner Kunst wurde. Von da an verbrachte das Ehepaar Dewing die Sommer in Cornish in New Hampshire, wo sie auch die Gründungsmitglieder einer Künstlerkolonie wurden.
Im Oktober 1894 brachen die Dewings zu einer weiteren Europareise auf. London erwies sich als wenig erfolgreich, abgesehen von der Möglichkeit mit Whistler zusammenzuarbeiten. In Paris hingegen ergab sich die Möglichkeit Bilder auszustellen. Auch ergab sich die Möglichkeit Giverny zu besuchen. Im Juli 1895 kehrte die Familie nach New York zurück.
Der Mord an Stanford White 1906 entsetzte Dewing und brachte ihn in größere finanzielle Abhängigkeit von Freer.
Dewing wurde ein Gründungsmitglied der Ten American Painters, einer Gruppe von Malern, abgesehen von ihm Impressionisten, die sich von der Society of American Artists 1897 abspalteten. 1908 wurde er in die American Academy of Arts and Letters gewählt.
Zum Zeitpunkt seines Todes, der nach langer Krankheit erfolgte, war Dewing fast vergessen.

## Malstil

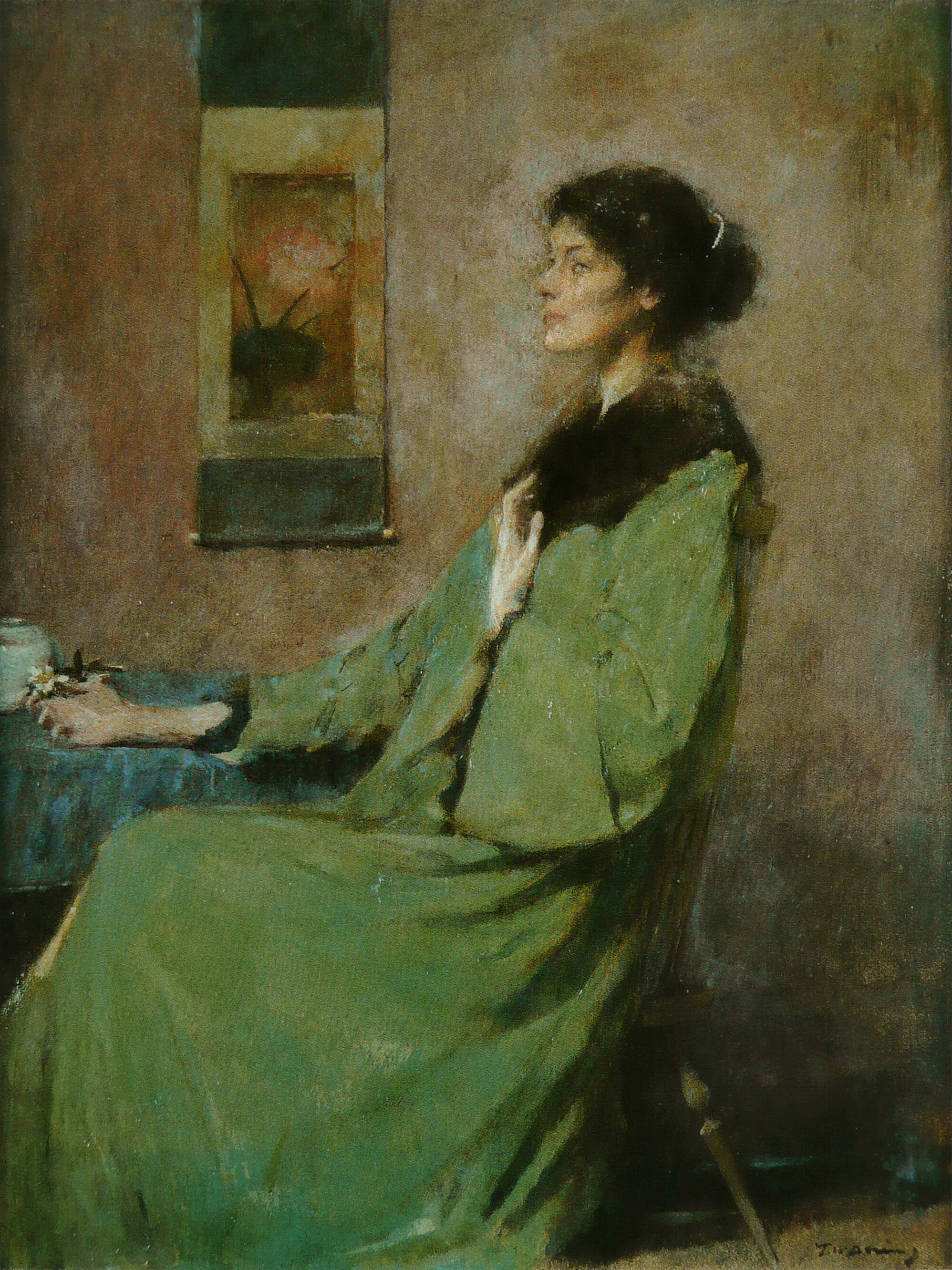
Dame mit einer Rose, 1912

Am bekanntesten wurde er für seine tonalistischen Gemälde, ein Subgenre amerikanischer Kunst, das verwurzelt war im englischen Ästhetizismus. Dewings bevorzugtes Objekt künstlerischen Ausdrucks war die weibliche Figur. Oft sitzend, ein Instrument spielend, Briefe schreibend, oder mit anderen unbeteiligten Tätigkeiten beschäftigt, in hauchdünnen, träumerischen Innenräumen, bleiben die Figuren entlegen und fern vom Betrachter. Diese Szenen sind durchdrungen von einer Farbe, die das ganze Bild durchzieht und Ton und Stimmung bestimmt. Die ätherische Spezialität und die subtilen Farbharmonien von Dewings Gemälden fanden keinen ungeteilten Beifall: Einige feministische Kritiker haben seine Arbeit als misogyn verurteilt; er hat selten etwas anderes gemalt als die weibliche Figur, ausdruckslos, schmachtend und in opulenter Kleidung.
Der Tonalismus wurde bald als unmodern empfunden, verdrängt von der Modernen Kunst und der Ungegenständlichkeit; trotzdem war Dewing in seinen Tagen erfolgreich. Seine Kunst wurde als außergewöhnlich elegant angesehen und hat ein subtiles Revival in den letzten Jahren erlebt.

## Werke
- Portrait of Eliza Williams Stone Paine Dewing, 1869, Kreide auf Papier, 60,9 × 48,3 cm
- Portrait of Walt Whitman, 1875, Kreide auf Papier, 62,2 × 45,4 cm, National Museum of American Art, Smithsonian Institution, Washington
- A Young Sorcerer oder A Sorcerer’s Slave, 1877, Öl, 46,3 × 24,1 cm, National Academy of Design, New York
- Morning, 1879, Öl auf Leinwand, 91,1 × 151,1 cm, Delaware Art Museum, Wilmington
- The Days, 1886, Öl auf Leinwand, 109,7 × 182,9 cm, Wadworth Atheneum, Hartford, Connecticut
- Lady with a Lute, 1886, Öl, 50,8 × 39,9 cm, National Gallery of Art, Washington, D. C.
- Lady in Yellow, 1888, Öl, 50,2 × 40 cm, Isabella Stewart Gardner Museum, Boston